# Orthoreovirus
Los Orthoreovirus son miembros prototípicos del orden Reovirales que infectan a los vertebrados (incluido al hombre), pero no se observan normalmente. En algunos casos, sin embargo, la infección puede dar lugar a complicaciones. La estructura de las partículas virales es compleja. El virus no presenta envoltura y tiene simetría icosaedral con un número de triangulación igual a 13. Puede compararse a una rueda con los radios saliendo del centro. El virus tiene una doble cubierta de proteína. La cubierta exterior es de aproximadamente 80 nm de diámetro y la interior de 60 nm.  La replicación del virus se lleva a cabo en el citoplasma de la célula infectada.
Estos virus tienen un genoma de ARN bicatenario y, por tanto, pertenecen al grupo III de la Clasificación de Baltimore. Al igual que los demás miembros de la familia, Orthoreovirus carece de envoltura y se caracteriza por capsómeros concéntricos que encapsulan un genoma ARN bicatenario segmentado. En particular, tiene ocho proteínas estructurales y diez segmentos de ARN bicatenario.  El genoma se puede dividir en tres clases principales: L (grande), M (mediana) y S (pequeña). The genes L codifican proteínas λ, los genes M codifican proteínas μ, mientras que los genes S codifican proteínas σ. Las proteínas σ1, σ3, λ2 y μ1c forman la cápsida exterior, mientras que las proteínas λ1, λ3, σ2 y μ2 conforman la cápsida interna.
Una vez abandonada la envoltura, una serie de pasos y cambios de conformación acompañan la entrada en la célula y replicación. Las estructuras de casi todas las proteínas del reovirus de los mamíferos, que es el genotipo mejor estudiado, se conocen en alta resolución.  La criomicroscopía electrónica (cryoEM) y la cristalografía de rayos X han proporcionado una serie de informaciones sobre dos cadenas MRV específicas, Lang tipo 1 (T1L) y Dearing tipo 3 (T3D).